# 贻顺哥烛蒂
貽順哥燭蒂（平話字：Ì-sông-gŏ̤ cióh-dé，實際讀音：/i˨˩ luŋ˥˥ ŋo˥˥ tsuɔʔ˨˩ tɛi˨˩/）是閩劇一齣諷刺喜劇，該劇是1952年閩劇劇作家邓超尘根據福州民間的同名的故事編成，講述一個名叫貽順哥的吝嗇商人娶妻、失去妻子、最終僅得到一截燭蒂的故事。這個故事後被移植到莆仙戲馬貽順（平話字：Mâ-í-seōng，實際讀音：/ma˨˩ i˦˨ lɔŋ˨˩/）中。
扮演貽順哥較為出名的有林务夏、朱善根等閩劇藝術家。2015年，由該故事改編的閩劇「贻顺哥三羊开泰」登上央视戏曲春晚的舞臺，這也是閩劇第一次在央视戏曲春晚中亮相。

## 故事梗概
故事中的主人公名叫馬貽順，人稱貽順哥，生活的年代大約在清朝的乾隆、嘉慶年間，在南臺石獅兜（今福州市台江區延平路南端）一帶經營一家絲線店。他通過經營絲線店和兼做經手的傭金放高利貸，吝嗇成性，中年未娶。
船工陳春生代替父親陳友德出航，途中遭遇風暴翻船失蹤，傳聞已死。馬貽順得知其妻林春香賢慧貌美，便乘機通過高利貸的方式，希望娶她。陳友德反倒認為貽順哥有恩，逼迫春香嫁給貽順。春香提出了三個條件：一是貽順哥必須贍養陳友德，死後要為他守孝；二是婚後生子，要為陳春生立嗣；三是若陳春生歸來，則要「物歸原主」，將春香歸還給陳春生。貽順哥答應了這些要求，春香便嫁給了貽順哥。貽順哥與春香生下二子，將長子過繼給陳春生為嗣。陳友德死後，他也如約為其守孝。不想十年之後陳春生突然歸來，找到春香，並要求貽順哥履行之前的約定。貽順哥不願履約，最終告到海防廳的署理長官王紹蘭處。春香請求履行約定，但貽順哥堅決否認有約定在前。對此王紹蘭十分為難，請教自己的夫人白恭人。在白恭人的建議下，王紹蘭讓春香退入衙內，並謊稱春香自殺，問何人願意領屍收葬，不願收葬者另賞紅包。陳春生當即表示願意；貽順哥卻表示願意把屍體讓給陳春生。於是王紹蘭將春香判給了陳春生。貽順哥接過紅包，以為是銀兩，回家一看，才發現是裡面只有一截燭蒂。

## 對福州及莆田文化的影響
《貽順哥燭蒂》與《郑唐传》、《红裙记》、《拣茶记》並稱福州四大民間故事，在福州民系中廣為人知，對福州文化產生深遠影響。在福州話中，人們常用「贻顺哥烛蒂」來諷刺吝嗇的人，用「貽順」（平話字：Ì-sông，實際讀音：/i˨˩ louŋ˨˦˨/）一詞來形容人吝嗇，平潭話中亦用「馬貽順」指代小氣之人。該故事經由閩劇移植到莆仙戲《馬貽順》中後，亦在興化民系中廣為人知，莆田話中用「馬貽順」（平話字：Mâ-í-seōng，實際讀音：/ma˨˩ i˦˨ lɔŋ˨˩/）一詞來指代吝嗇鬼，亦可用來形容一個人吝嗇之至。
根據學者研究，馬貽順在歷史上確有其人，今日福州四中校内保留有“石狮台前社”碑，碑上记载：道光六年十一月，台前社民众28人为修路，集资立碑于大庙山八角井旁。其中马贻顺捐赠七块大洋，捐款数目名列第四。因此学者认为真实的马贻顺并非吝啬鬼，而是一个对待自己吝啬，对待公益事业相当慷慨的人。